# Władypol
Władypol (ukr. Владипіль) – wieś na Ukrainie w rejonie samborskim obwodu lwowskiego.

## Historia
Pod koniec XIX w. wólka na obszarze wsi Rajtarowice w powiecie samborskim.